# Gasværksvej
Gasværksvej er en gade på Vesterbro i København, der går fra Vesterbros Torv i nord til Halmtorvet i syd. Gaden er opkaldt efter Vestre Gasværk, der lå for enden af gaden ved Halmtorvet fra 1857 til 1927.

## Historie
I området hvor gaden ligger nu lå der i sin tid en rækker reberbaner, der gik fra Vesterbrogade til den daværende Kalvebod Strand ved det nuværende Halmtorvet. I 1853 blev det besluttet at anlægge Københavns første gasværk på stranden, hvor den fik sin egen havn. Desuden anlagdes Gasværksvej med en større gadebredde end det normale for at give ordentlige adgangsforhold til gasværket. Gasværket startede driften 4. december 1857. Det fik senere navnet Vestre Gasværk, i forbindelse med at Østre Gasværk åbnede på Østerbro i 1878. Vestre Gasværk lukkede i 1927, hvorefter det blev erstattet af Den hvide kødby.
Før gasværket blev anlagt, var Danmarks første jernbane mellem København og Roskilde blevet åbnet i 1847. Det gik oprindeligt på en dæmning langs med kysten, så da Gasværksvej blev anlagt, måtte den føres i en tunnel gennem dæmningen for at få forbindelse til gasværket på den anden side. Jernbanen blev omlagt via Frederiksberg i 1864 og senere til sin nuværende placering langs med Ingerslevsgade i 1911. På det gamle tracé anlagdes Ny Stormgade, der blev omdøbt til Halmtorvet i 1897, efter at Københavns halmmarked var flyttet dertil i 1880'erne.
Københavns Sporvejes linje 16 betjente Gasværksvej mellem Vesterbros Torv og Istedgade, fra den blev oprettet i 1920, og indtil den blev omstillet til busdrift i 1970.

## Bygninger
Gasværksvejens Skole i nr. 22 blev opført i 1878-1880 efter tegninger af Hans Jørgen Holm. Den blev udvidet med to tilbygninger tegnet af Hans Christian Hansen i 1969-1971. Skolen blev nedlagt i 1996, men en ny med samme navn og placering åbnede i 2006. På skolen er der opsat en mindetavle for Axel Carl Sophus Jacobsen (1916-1945), der blev dræbt under den tyske besættelse af Danmark under anden verdenskrig.
Skomagersvendebroderskabets Stiftelse i nr. 25-27 blev opført i 1858 efter tegninger af Carl Ferdinand Rasmussen for at skaffe boliger til ældre og ubemidlede skomagere. I 1992 blev den fredet, samtidig med at den gennemgik en omfattende renovering.
Nr. 12 blev opført i 1882-1883 efter tegninger af Rogert Møller, der også stod for nr. 26 fra 1887-1888. Nr. 8 er en tidligere værkstedsbygning fra 1893, der blev tegnet af Thorvald Sørensen.